# Gololtón
Gololtón är en ort i Mexiko.   Den ligger i kommunen Chilón och delstaten Chiapas, i den sydöstra delen av landet, 800 km öster om huvudstaden Mexico City. Gololtón ligger 1 245 meter över havet och antalet invånare är 369.
Terrängen runt Gololtón är kuperad. Runt Gololtón är det glesbefolkat, med 16 invånare per kvadratkilometer. Närmaste större samhälle är Ocosingo, 19,6 km sydost om Gololtón. I omgivningarna runt Gololtón växer i huvudsak städsegrön lövskog.